# Diamond Lake Township (Iowa)
Diamond Lake Township est un township, du comté de Dickinson en Iowa, aux États-Unis,. 

## Source de la traduction
- (en) Cet article est partiellement ou en totalité issu de l’article de Wikipédia en anglais intitulé « Diamond Lake Township, Dickinson County, Iowa » (voir la liste des auteurs).